# Liste der Kulturdenkmale in Güby
In der Liste der Kulturdenkmale in Güby sind alle Kulturdenkmale der schleswig-holsteinischen Gemeinde Güby (Kreis Rendsburg-Eckernförde) und ihrer Ortsteile aufgelistet (Stand: 14. April 2025).
Die Bodendenkmale sind in der Liste der Bodendenkmale in Güby aufgeführt.

## Legende
In den Spalten befinden sich folgende Informationen:
- Objekt-ID: die Nummer des Kulturdenkmales
- Lage: die Adresse des Kulturdenkmales und die geographischen Koordinaten. Kartenansicht, um Koordinaten zu setzen. In der Kartenansicht sind Kulturdenkmale ohne Koordinaten mit einem roten Marker dargestellt und können in der Karte gesetzt werden. Kulturdenkmale ohne Bild sind mit einem blauen Marker gekennzeichnet, Kulturdenkmale mit Bild mit einem grünen Marker.
- Offizielle Bezeichnung: Bezeichnung des Kulturdenkmales
- Beschreibung: die Beschreibung des Kulturdenkmales
- Bild: ein Bild des Kulturdenkmales

## Bauliche Anlagen
| Objekt-ID      | Lage                                          | Offizielle Bezeichnung                    | Beschreibung | Bild                             |
| -------------- | --------------------------------------------- | ----------------------------------------- | --- | -------------------------------- |
| 856 Wikidata   | Gut Louisenlund (54° 29′ 36″ N, 9° 41′ 6″ O)  | Herrenhaus                                | Das klassizistische Schloss von Louisenlund an der Großen Breite der Schlei, das in einem weitläufigen englischen Park liegt, wurde zwischen 1772 und 1776 als Sommerresidenz des Landgrafen Carl von Hessen erbaut. Heute ist Louisenlund als Stiftung Louisenlund ein Internat. Alteintragung (Aktualisierung vorgesehen) - Begründung: Alteintragung (Aktualisierung vorgesehen) - Schutzumfang: Alteintragung (Aktualisierung vorgesehen) - Denkmaltyp: Bauliche Anlage | weitere Fotos \| Fotos hochladen |
| 7776 Wikidata  | Gut Louisenlund (54° 29′ 37″ N, 9° 40′ 39″ O) | Louisensäule                              | Alteintragung (Aktualisierung vorgesehen) - Begründung: Alteintragung (Aktualisierung vorgesehen) - Schutzumfang: Alteintragung (Aktualisierung vorgesehen) - Denkmaltyp: Bauliche Anlage | BW                               |
| 7777 Wikidata  | Gut Louisenlund (54° 29′ 36″ N, 9° 40′ 55″ O) | Mariensäule (Obelisk)                     | Alteintragung (Aktualisierung vorgesehen) - Begründung: Alteintragung (Aktualisierung vorgesehen) - Schutzumfang: Alteintragung (Aktualisierung vorgesehen) - Denkmaltyp: Bauliche Anlage | Fotos hochladen                  |
| 7775 Wikidata  | Gut Louisenlund (54° 29′ 28″ N, 9° 40′ 59″ O) | Gedenkstein Wilhelmsminde                 | Alteintragung (Aktualisierung vorgesehen) - Begründung: Alteintragung (Aktualisierung vorgesehen) - Schutzumfang: Alteintragung (Aktualisierung vorgesehen) - Denkmaltyp: Bauliche Anlage | Fotos hochladen                  |
| 7774 Wikidata  | Gut Louisenlund (54° 29′ 15″ N, 9° 41′ 9″ O)  | Norwegische Kapelle mit Ausstattung       | Alteintragung (Aktualisierung vorgesehen) - Begründung: Alteintragung (Aktualisierung vorgesehen) - Schutzumfang: Alteintragung (Aktualisierung vorgesehen) - Denkmaltyp: Bauliche Anlage | BW                               |
| 13352 Wikidata | Gut Louisenlund (54° 29′ 38″ N, 9° 40′ 50″ O) | ehem. Freimaurerturm                      | Alteintragung (Aktualisierung vorgesehen) - Begründung: Alteintragung (Aktualisierung vorgesehen) - Schutzumfang: Alteintragung (Aktualisierung vorgesehen) - Denkmaltyp: Bauliche Anlage | BW                               |
| 22345 Wikidata | Gut Louisenlund (54° 29′ 37″ N, 9° 41′ 8″ O)  | Armillarsphäre auf Säulenpostament        | Alteintragung (Aktualisierung vorgesehen) - Begründung: Alteintragung (Aktualisierung vorgesehen) - Schutzumfang: Alteintragung (Aktualisierung vorgesehen) - Denkmaltyp: Bauliche Anlage | Fotos hochladen                  |
| 7773 Wikidata  | Gut Louisenlund (54° 29′ 39″ N, 9° 40′ 50″ O) | Wirtschaftshof: Portal vom Freimaurerturm | Alteintragung (Aktualisierung vorgesehen) - Begründung: Alteintragung (Aktualisierung vorgesehen) - Schutzumfang: Alteintragung (Aktualisierung vorgesehen) - Denkmaltyp: Bauliche Anlage | Fotos hochladen                  |
| 858 Wikidata   | Gut Louisenlund (54° 29′ 17″ N, 9° 40′ 40″ O) | Meierhof: Wohnhaus                        | Alteintragung (Aktualisierung vorgesehen) - Begründung: Alteintragung (Aktualisierung vorgesehen) - Schutzumfang: Alteintragung (Aktualisierung vorgesehen) - Denkmaltyp: Bauliche Anlage | BW                               |
| 6386           | Kreisstraße 1 (54° 27′ 33″ N, 9° 39′ 52″ O)   | Wohn- und Wirtschaftsgebäude              | Wohn- und Wirtschaftsgebäude; 2. H. 19. Jh.; eingeschossiger, quererschlossener Backsteinbau mit reetgedecktem Walmdach - Begründung: geschichtlich, Kulturlandschaft prägend - Schutzumfang: gesamtes Objekt - Denkmaltyp: Bauliche Anlage | BW                               |

## Gründenkmale
| Objekt-ID    | Lage                                          | Offizielle Bezeichnung | Beschreibung | Bild            |
| ------------ | --------------------------------------------- | ---------------------- | --- | --------------- |
| 857 Wikidata | Gut Louisenlund (54° 29′ 21″ N, 9° 40′ 52″ O) | Gut Louisenlund: Park  | Alteintragung (Aktualisierung vorgesehen) - Begründung: geschichtlich, künstlerisch, Kulturlandschaft prägend - Schutzumfang: Gut Louisenlund: Park, Halbmond-Teich mit Wasserfall, Felsenberg, Lindenallee mit Rondell (Hauptzufahrt), Lindenallee (Querallee), Lindenkranz, Lindenreihen seitliche Parterre, Altar vor Eiche, Lindenallee Försterei-Güby, Parterre östlich des Herrenhauses, ehem. Melonengarten, Allee zur Louisensäule - Denkmaltyp: Gründenkmal | Fotos hochladen |

## Quelle
- Liste der Kulturdenkmale in Schleswig-Holstein – Kreis Rendsburg-Eckernförde

- Karte mit allen Koordinaten:
- OSM |
- WikiMap